# ضريح الشيخ أبا صلت
ضريح الشيخ أبا صلت (بالفارسية: آرامگاه شیخ اباصلت) هو ضريح تاريخي يعود إلى السلالة الصفوية، ويقع في قم.